# Stosunki polsko-norweskie

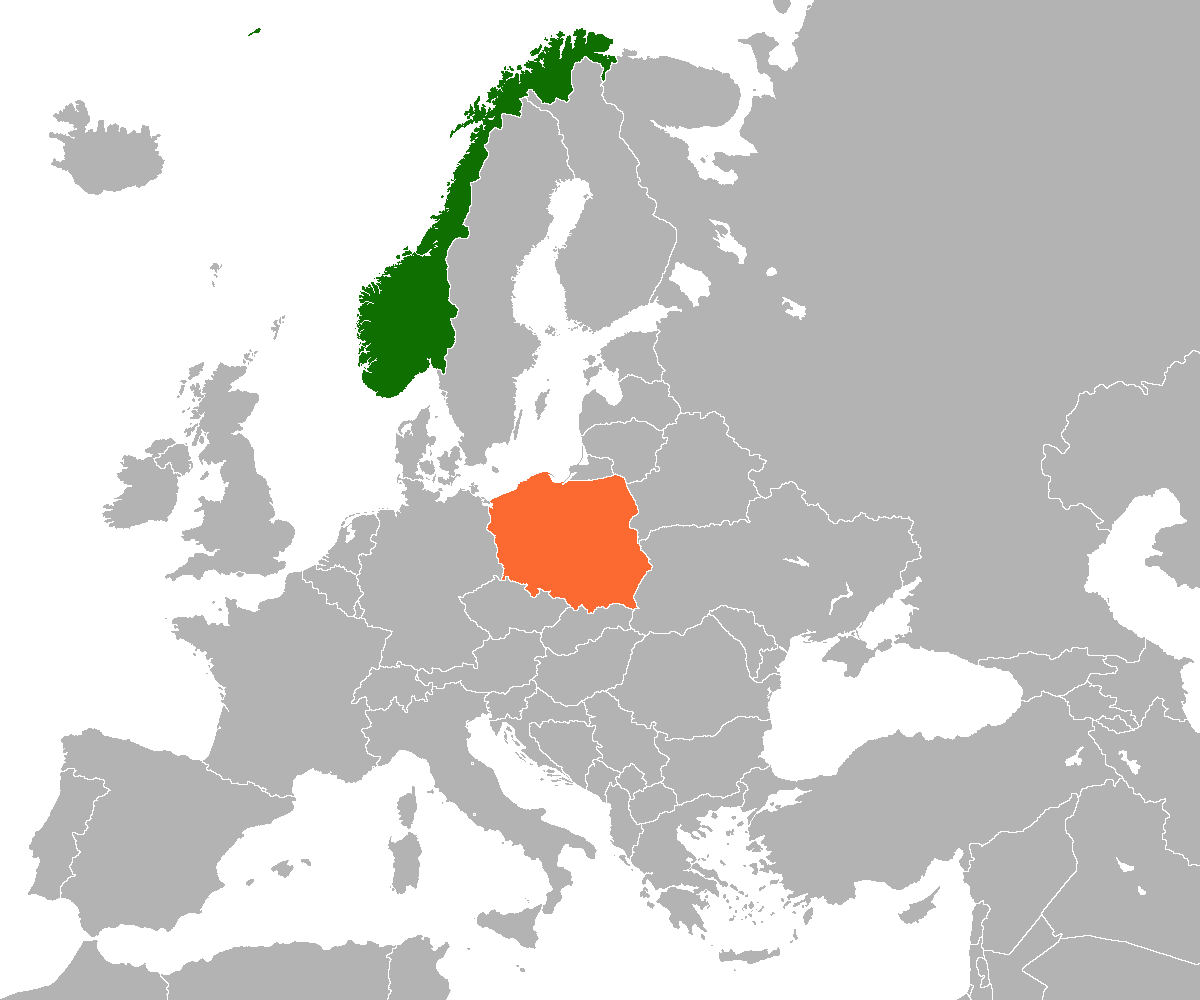

Stosunki norwesko-polskie – wzajemne relacje pomiędzy Norwegią a Polską w wymiarze politycznym, wojskowym, gospodarczym, naukowym, kulturalnym i społecznym.

## Historia

### Do 1918 roku

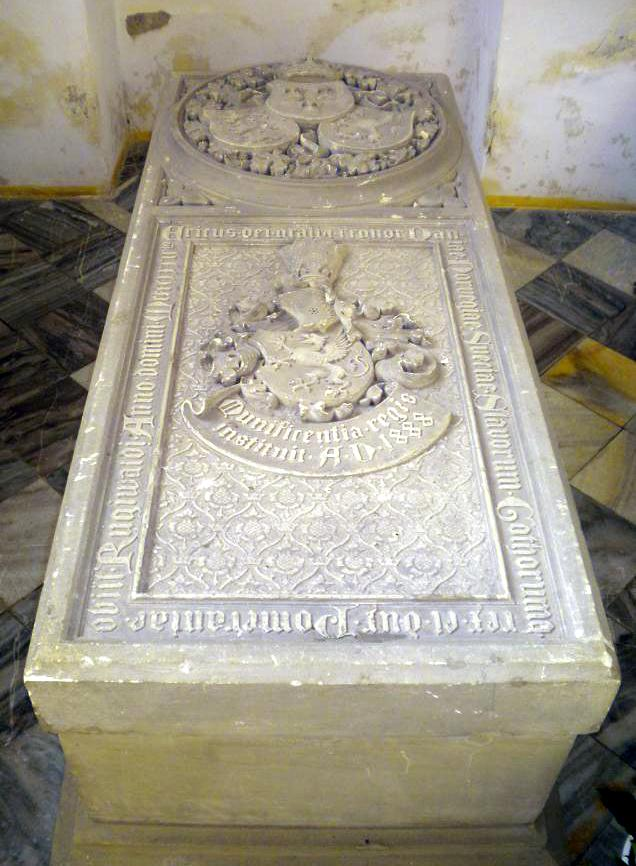
Grobowiec Eryka Pomorskiego, króla Norwegii w latach 1389–1442, w Darłowie

Już w czasach piastowskich Polska musiała utrzymywać kontakty z Norwegią, skoro w X wieku córka Mieszka I Świętosława wyszła za mąż za króla Dani i Norwegii Swena Widłobrodego, a królem Norwegii został ich młodszy syn Knut Wielki. W okresie Hanzy rozwinęły się kontakty handlowe i kulturalne między polskimi miastami nad Bałtykiem. Gdańsk od 1361 roku należał do Hanzy, a w 1379 roku odnotowano w dokumentach pierwszego gdańskiego kupca, którego statek zawinął do Bergen. Do Norwegii wożono zboże i skóry, a do Polski przywożono stamtąd suszone ryby (sztokfisz).
Pod koniec XVIII wieku Polska utraciła niepodległość, jednak zasługi w pracy na rzecz Norwegii mieli przybywający tam Polacy. W norweskich archiwach możemy odnaleźć ślady takich osób. Dwaj z nich to powstańcy listopadowi. W 1838 roku do Norwegii przyjechał Aleksander Waligórski. Jako inżynier został dyrektorem ds. kanałów. Przez 17 lat pobytu kierował budową kanałów – między innymi kanału żeglugowego w Moss, budowami nowych tras kolejowych, a wspólnie z Haraldem Wergelandem w 1847 stworzył pierwszą mapę drogową Norwegii. W 1979 roku został członkiem Det Kongelige Norske Videnskabers Selskab (Królewskiego Norweskiego Towarzystwa Naukowego w Trondheim). Adam Dzwonkowski w 1835 roku założył spółkę wydawniczą Guldberg & Dzwonkowski. Przez 20 lat było to jedno z ważniejszych wydawnictw w Norwegii. Z kolei powstańcowi styczniowemu Ludwikowi Szacińskiemu przypisuje się powołanie Norweskiego Towarzystwa Fotograficznego. Był on również przewodniczącym Związku Zawodowego Fotografów. W 1882 roku otrzymał norweskie obywatelstwo, a w 1888 roku został mianowany królewskim fotografem.

### Dwudziestolecie międzywojenne i II wojna światowa

#### Stosunki polityczne

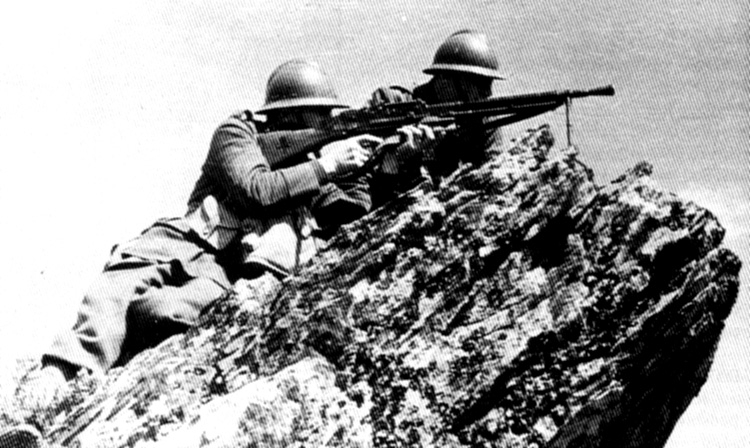
Żołnierze polscy w bitwie o Narwik w Norwegii w 1940

Po odzyskaniu przez Polskę niepodległości w 1919 roku zostały nawiązane stosunki dyplomatyczne z Norwegią. Pierwszym posłem nadzwyczajnym był Czesław Pruszyński. Listy uwierzytelniające na ręce króla Haakona VII złożył w dniu 25 sierpnia 1919 roku. W 1921 roku zastąpił go Aleksander Dzieduszycki, który równocześnie pełnił funkcję posła w Kopenhadze. Funkcję tę pełnił do 1924 roku. W latach 1931–1942 posłem był Władysław Neuman. Po wybuchu wojny kierowana przez niego placówka dyplomatyczna kontynuowała działalność, jednak kontakty miały charakter jednostronny, ponieważ Norwegia nie wyznaczyła przedstawiciela przy rządzie polskim na uchodźstwie. Żołnierze Samodzielnej Brygady Podhalańskiej brali udział w walkach pod Narwikiem. Około 20 000 Polaków zostało wywiezionych przez Niemców z okupowanej Polski do pracy przymusowej w Norwegii. Po wyzwoleniu dla niektórych Norwegia stała się drugą ojczyzną. Jesienią 1945 roku na terenie Norwegii w 29 obozach repatriacyjnych przebywało 17 287 Polaków, w tym 1041 jeńców wojennych, 12 384 byłych żołnierzy Wehrmachtu, 3862 przymusowych robotników Organizacji Todt i 30 Polaków z terenów zajętych przez ZSRR.
W czerwcu 1940 roku Neuman jako jeden z niewielu dyplomatów towarzyszył królowi Haakonowi VII w jego ucieczce z Oslo do Londynu. Po jego interwencji w norweskim MSZ 22 listopada 1940 roku został wyznaczony chargé d’affaires przy polskim rządzie. Został nim mianowany Christian Berg. Oficjalne stosunki zostały nawiązane w styczniu 1941 roku, gdy król Haakon VII został przyjęty przez prezydenta Władysława Raczkiewicza i premiera Władysława Sikorskiego. Stosunki z Norwegią uległy pogorszeniu po przystąpieniu ZSRR do wojny. Rząd norweski starał się utrzymać dobre układy ze Związkiem Radzieckim i nie popierał przedstawianych przez Sikorskiego projektów stworzenia bloku 8 okupowanych państw czy stworzenia federacji środkowoeuropejskiej, bałkańskiej i skandynawskiej.
5 lipca 1945 roku władze Norwegii uznały komunistyczne władze w Warszawie i wyraził chęć nawiązania z nimi stosunków dyplomatycznych.

#### Stosunki gospodarcze
6 sierpnia 1921 roku norweski poseł w Warszawie Samuel Eyde poinformował Ministerstwo Spraw Zagranicznych, że jest przygotowywana umowa handlowa z Polską zgodnie z klauzulą najwyższego uprzywilejowania. Władze polskie zaproponowały własny projekt umowy, opierając ją o klauzule umowy kontyngentowej. Ponieważ ważniejsze organizacje gospodarcze uważały, że taka forma nie zabezpiecza ich interesów, przystąpiono do rokowań. Nowy projekt powstał w październiku 1923 roku, ale wprowadzenie w styczniu 1924 roku przez rząd norweski zakazu sprowadzania zboża z Polski, Łotwy, Litwy i ZSRR spowodowało przerwanie rozmów. W lutym 1924 roku zostały przez Polskę podwyższone cła na śledzie solone i saletrę. Do rozmów wrócono w 1926 roku podpisując 22 grudnia 1926 roku traktat handlowy i nawigacyjny. Traktat obejmował również teren Wolnego Miasta Gdańska i podpisano go na 1 rok z możliwością przedłużenia. Po podwyższeniu w marcu 1928 roku cel na sardynki norweskie podpisano 20 kwietnia protokół dodatkowy. W 1935 roku podpisano protokół taryfowy, zgodnie z którym Norwegia uzyskała zniżki konwencyjne na eksport określonych gatunków ryb, futer, tłuszczów i saletry, a Polska kontyngenty eksportowe na węgiel, ropę i jej przetwory oraz prawo do bezcłowego eksportu do Norwegii artykułów rolnych, wazeliny i smarów.

## Współczesność

### Współpraca gospodarcza
Podstawą współpracy gospodarczej Polski i Norwegii jest porozumienie o Europejskim Obszarze Gospodarczym oraz umowy o wolnym handlu między Europejską Wspólnotą Gospodarczą a Norwegią, a także bilateralne umowy polsko-norweskie: o popieraniu i wzajemnej ochronie inwestycji (1990), w sprawie unikania podwójnego opodatkowania i zapobiegania uchylaniu się od opodatkowania w zakresie podatków od dochodu (2009) oraz protokół dotyczący sposobu opodatkowania wynagrodzeń z tytułu pracy na pokładach statków morskich eksploatowanych w transporcie międzynarodowym (2012).
W 2023 roku wartość obrotów handlowych między oboma krajami wyniosła prawie 11,4 mld EUR z saldem dodatnim po stronie Norwegii (wartość polskiego eksportu – 3 mld EUR). W latach 2019-2021 roczna wartość obrotów handlowych wahała się w przedziale 4,5-6 mld EUR rocznie z saldem dodatnim po stronie Polski. Po 2022 roku nastąpił wzrost importu gazu ziemnego z Norwegii.
Największym polskim inwestorem w Norwegii jest ORLEN Upstream Norway (dawniej PGNiG Upstream Norway), który posiada udziały w 97 koncesjach i prowadzi wydobycie z 20 złóż. W latach 2014-2023 zainwestował w Norwegii ok. 29,5 miliardów NOK. W 2023 roku spółka ta z przychodem w wysokości 22 mld NOK zajęła 10. miejsce wśród norweskich firm wydobywczych i 50. miejsce wśród wszystkich firm zarejestrowanych w Norwegii.
Polskie i norweskie środowiska biznesowe zrzeszają się w organizacjach samorządu gospodarczego:
- Norwesko-Polskiej Izba Handlowej
- Norweskim Forum Biznesu w ramach Skandynawsko-Polskiej Izby Handlowej
- Polsko-Norweskiej Izbie Gospodarczej w Gdańsku

### Współpraca regionalna
Współpraca regionalna odbywa się przede wszystkim w ramach programu Norweskiego Mechanizmu Finansowego, a także w ramach powołanej w 1993 roku w norweskim Stavanger organizacji Współpracy Subregionalnej Państw Morza Bałtyckiego (zrzeszającej około 170 regionów z 10 państw Morza Bałtyckiego, w tym trzy polskie województwa: zachodniopomorskie, pomorskie i warmińsko-mazurskie) oraz Związku Miast Bałtyckich.
Wśród przykładów dwustronnych kontaktów na poziomie samorządowym można wymienić m.in.: współpracę okręgu Telemark i województwa lubelskiego, okręgu Akershus i województwa pomorskiego, okręgu Østfold i województwa podlaskiego oraz Oslo i Warszawy.